# Ernest Mühlen

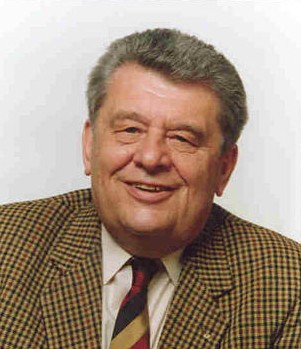
Ernest Mühlen

Ernest Mühlen (Ettelbruck, 8 juni 1926 – Luxemburg, 19 maart 2014) was een Luxemburgse politicus en financieel journalist.
Mühlen groeide op in Ettelbruck en studeerde economische wetenschappen in Antwerpen en Parijs.
In 1973 nam hij zitting in de gemeenteraad van Luxemburg en in 1979 werd hij in de Luxemburgse regering staatssecretaris voor financiën namens de Chrëschtlech Sozial Vollekspartei. Tussen 1982 en 1984 was hij minister van landbouw en van 1984 tot 1989 lid van het Europees Parlement. Vervolgens was hij van 1989 tot 1991 lid van de Kamer van Afgevaardigden en vertegenwoordigde hij zijn land van 1991 tot 1996 bij de Europese Bank voor Wederopbouw en Ontwikkeling.

## Orde
- Ridder Grootkruis in de Orde van Oranje-Nassau
- Médaille d'or du Mérite Européen
- Grand-Croix de l'Ordre de Mérite du Grand-Duché de Luxembourg

- Gemeinsame Normdatei: 17023990X
- International Standard Name Identifier: 0000 0003 5817 2932
- Système universitaire de documentation: 15408221X
- Virtual International Authority File: 205175925
- WorldCat: E39PBJyWYFrWGbmchT7gYGGbVC